# Konstandinos Koukodimos
Konstandínos „Kóstas“ Koukodímos (griechisch Κωνσταντίνος „Κώστας“ Κουκοδήμος; * 14. September 1969 in Melbourne) ist ein ehemaliger griechischer Weitspringer. Seit 2007 ist er Abgeordneter im griechischen Parlament für die Nea Dimokratia.
1990 wurde er Neunter bei den Europameisterschaften in Split. Im Jahr darauf wurde er Vierter bei den Hallenweltmeisterschaften in Sevilla, errang Gold bei den Mittelmeerspielen und kam bei den Weltmeisterschaften in Tokio auf den zwölften Platz.
Einem sechsten Platz bei den Olympischen Spielen 1992 in Barcelona folgte das Aus in der Qualifikation bei den Weltmeisterschaften 1993 in Stuttgart. 1994 gewann er Silber bei den Halleneuropameisterschaften in Paris und Bronze bei den Europameisterschaften in Helsinki, und 1995 wurde er Sechster bei den Weltmeisterschaften in Göteborg. Bei den Olympischen Spielen 1996 in Atlanta und 2000 in Sydney schied er ebenso in der Qualifikation aus wie bei den Weltmeisterschaften 1997 in Athen und 1999 in Sevilla.
Insgesamt wurde er von 1990 bis 2002 zehnmal Griechischer Meister. Von 1994 an hielt er mit 8,36 m den griechischen Rekord im Weitsprung, bis er 2007 von Louis Tsatoumas abgelöst wurde, der in Kalamata 8,66 m weit sprang.
2008 verließ er zeitweilig die Fraktion der Nea Dimokratia, nachdem ihm vorgeworfen worden war, dem Verleger einer Boulevardzeitung einen Deal mit den Finanzbehörden angeboten zu haben, falls dieser sich in der Berichterstattung über die Affäre um den ehemaligen Kultur-Staatssekretär Christos Zachopoulos zurückhalten würde. Nachdem die Ermittlungen in dieser Sache eingestellt worden waren, kehrte er in die ND-Fraktion zurück.

## Persönliche Bestleistungen
- Weitsprung: 8,36 m, 5. Juni 1994, Chania (ehemaliger griechischer Rekord)
  - Halle: 8,09 m, 13. März 1994, Paris